# Barys Pankrataw
Barys Pankrataw (tiếng Belarus: Барыс Панкратаў; tiếng Nga: Борис Панкратов; sinh 30 tháng 12 năm 1982) là một cầu thủ bóng đá Belarus (thủ môn) hiện tại thi đấu cho Slutsk.

## Danh hiệu
BATE Borisov
- Vô địch Giải bóng đá ngoại hạng Belarus: 2006, 2007
- Vô địch Cúp bóng đá Belarus: 2005–06